# Thomas Verbogt
Thomas Verbogt (Nijmegen, 9 december 1952) is een Nederlands schrijver van vooral romans en verhalen.
Daarnaast is Thomas columnist in dagblad De Gelderlander.

## Leven en werk
Hij doorliep het Canisiuscollege in Nijmegen en studeerde vervolgens Nederlandse taal- en letterkunde aan de Katholieke Universiteit Nijmegen. In 1979 verhuisde hij van Nijmegen naar Arnhem, waar hij zestien jaar woonde. In 1981 debuteerde hij met de verhalenbundel De feestavond. In 1995 vestigde hij zich in Amsterdam.
Verbogt is een veelzijdig schrijver: hij schrijft verhalen, romans, toneelstukken en cabaretteksten, onder andere voor Nilgün Yerli. Hij heeft columns in onder meer De Gelderlander en Propria Cures. In veel van zijn literaire werk, dat deels autobiografische elementen bevat, staat de thematiek van de herinnering centraal, waarbij de confrontatie met gebeurtenissen uit de jeugd zorgt voor een wending in het leven van de volwassene. Verbogts manier van vertellen is door critici 'filmisch' genoemd, maar als minstens zo belangrijk worden de vele bespiegelingen beschouwd die de handeling onderbreken.
Hij maakte enige tijd deel uit van de redactie van het literair tijdschrift De Tweede Ronde.

## Activiteiten
- In oktober 2010 was Thomas Verbogt de eerste gast in het artist in residence-programma in het Besiendershuis, waarmee de gemeente Nijmegen kunstenaars de gelegenheid geeft twee maanden in de stad te verblijven en een project te presenteren dat betrekking heeft op Nijmegen.
- In maart 2011 schreef hij het Groot Gelders Dictee, dat hijzelf op 23 maart voorlas.
- Hij schreef het solotheaterstuk Ik ben er nog naar het gelijknamige boek van Debby Petter, die het in november 2011 in Den Haag in première bracht.
- Thomas Verbogt staat bekend als Kuifje-kenner en -liefhebber; hij schrijft erover en spreekt erover in het openbaar.
- Voor de regionale omroep 40UP Radio/NH Radio presenteert hij het muziekprogramma My Generation[1][2]